# Circuito callejero de Long Beach
El circuito callejero de Long Beach es un Circuito urbano de carreras situado en Long Beach, estado de California, Estados Unidos, 30 km al sur de la ciudad de Los Ángeles. Apodado como el Mónaco de América, por algunas características que posee el circuito, especialmente su última curva en forma de horquilla, similar a la última curva del Gran Premio de Mónaco, en él se disputó el Gran Premio del oeste de los Estados Unidos de Fórmula 1 entre 1976 y 1983, el Gran Premio de Long Beach de la CART/Championship Auto Racing Teams desde 1984 hasta 2008, y de la IndyCar Series a partir de 2009.
El Gran Premio de Long Beach ha contado frecuentemente con carreras de automóviles deportivos, como el Campeonato IMSA GT en 1990 y 1991, la Grand-Am Rolex Sports Car Series en 2006, la American Le Mans Series desde 2007 hasta 2014, y el United SportsCar Championship a partir de 2014. También albergó competencias de automóviles históricos, una carrera de turismos con famosos invitados (Toyota Pro/Celebrity Race), la Indy Lights desde 1989 hasta 2001 y desde 2009 hasta 2016, la Fórmula Atlantic desde 1989 hasta 2008, la Formula Drift desde 2005, y los Stadium Super Trucks desde 2013. A partir del año 2015, se disputa allí el ePrix de Los Ángeles, perteneciente a la categoría de automóviles eléctricos Fórmula E.

## Circuito
El circuito de carreras actual es de 1.968 millas (3.167 kilómetros) siendo un circuito temporal ubicado en las calles que rodean la ciudad de Long Beach en el sector conocido como Convention Center of Long Beach, ubicado además en la zona donde se encontraba el paddock de boxes durante sus días como Gran Premio de Fórmula 1. El circuito principalmente también va en la antigua ubicación de la zona de atracciones históricas llamado The Pike. Es particularmente conocida por su última curva, en forma de horquilla, siendo una curva muy cerrada seguida de una ligeramente recta - curva que está inmediatamente delante de la línea de partida y llegada del Shoreline Drive. El circuito está situado frente a la playa cerca al mar, y está repleta de palmeras (especialmente a lo largo de la recta principal), para hacer una pista escénica.
La carrera se celebra tradicionalmente en abril, aunque la edición inaugural tuvo lugar en septiembre y algunos Grandes Premio de Fórmula 1 se celebraron en marzo. Luego de la unificación de la Champ Car y la IndyCar Series en el año 2008, el Gran Premio de Long Beach y la carrera en el Twin Ring Motegi de ese año se disputaron en el mismo fin de semana, ambas válidas para el campeonato de la IndyCar Series. El trazado del circuito, se ha modificado tres veces durante los ocho años como fecha de la Fórmula 1, y muchas veces más como parte de la Champ Car. Todos incluyeron una larga recta por la vía de la costa, cerca del puerto, y numerosas curvas de 90 grados y horquillas cerradas.

## Trazados
|                           |
| Mapa del circuito antiguo |

|                           |
| Mapa del circuito en 1976 |

|                           |
| Mapa del circuito en 1978 |

|                           |
| Mapa del circuito en 1982 |

|                           |
| Mapa del circuito en 1983 |

|                          |
| Mapa del circuito actual |

|                            |
| Versión para el ePrix 2015 |

## Historia
Aunque la ciudad de Long Beach no tenía la forma de saber que vería en la mañana del viernes 26 de marzo de 1977 que cuando amaneció, la ciudad nunca sería la misma.

### Fórmula 5000 y la Fórmula 1
Un fanático de las carreras de automóviles convertido en agente de viajes - Chris Pook - estaba a punto de poner la ciudad en el mapa deportivo internacional y la chispa de un negocio, para los viajes y el renacimiento financiero que continúa hoy en día. Apenas 18 meses antes, Pook había vencido todas las dificultades y detractores de la primera puesta en escena para la realización del Gran premio de Long Beach, para una carrera de la Fórmula 5000 Estadounidense ganada por Brian Redman, que atrajo a más de 46.000 los aficionados y curiosos. A ello siguió a que sólo seis meses después de más tarde se iba a organizar una carrera de Fórmula 1, siendo su ganador Clay Regazzoni de Suiza, que haciendo de ello un éxito moderado.
En ese momento, siendo a las 4:30 de la mañana, se notaba una crisis financiera. Con un grupo de acreedores pisándole los talones, Pook necesitaba desesperadamente una fórmula que le perfilara salvarse para atraer aficionados y formas de solvencia económica, por lo cual se haría la idea de crear una carrera que sería vista por millones en todo el mundo y que esperaba atraer llenas las tribunas en el trazado futuro de Long Beach.
Y lo consiguió. Con la ayuda de un duro, diminutivo italio-americano de Nazaret, Pensylvania. Mario Andretti evitó durante la primera vuelta, una colisión de varios coches, luego pasando a otras estrellas de la Fórmula 1 como Jody Scheckter y Niki Lauda para luego convertirse en el primer estadounidense en ganar una carrera de Fórmula 1 en tierras americanas. "La victoria de Mario Andretti fue la que cambió definitivamente la carrera", dijo Jim Michaelian, ahora el presidente y director ejecutivo de la Asociación del Grand Prix de Long Beach y director financiero de la carrera de 1978. "Hemos hecho a través del New York Times, Sports Illustrated para que la carrera fuera conocida en las noticias locales y nacionales." Para los próximos seis años, un ambiente decididamente internacional se apoderó de la ciudad cada primavera. tener la presencia de los coches de las marcas más importantes como Ferrari, Renault y Brabham compartiendo los titulares, y además de grandes conductores de fama internacional como Jacques Laffite, Emerson Fittipaldi y Nelson Piquet. Carlos Reutemann de Argentina ganó de bandera a bandera en su Ferrari en 1978, acabando de eludir un cortocircuito en la primera vuelta, además de ver la ya clásica participación de James Hunt, que sigue siendo quizás la imagen más perdurable del Grand Prix.
El canadiense Gilles Villeneuve - siendo uno de los favoritos por su estilo duro de manejo-, condujo un Ferrari en su doblete de 1979 y 1980, Nelson Piquet de Brasil en su Parmalat Brabham obtuvo otra victoria de bandera a bandera en los primeros LBGP que ya era patrocinado en ese entonces por Toyota. La carrera ha sido conocida históricamente como el Toyota Grand Prix de Long Beach desde entonces. En 1981, El campeón del mundo de 1980 Alan Jones dirigió un Williams FW07B una carrera notable que después se convertiría en un doblete notable porque, por primera vez, dos pilotos estadounidenses, Mario Andretti (siendo cuarto) y Eddie Cheever (quinto) habían marcado en la Fórmula 1 puntos en la misma carrera. Después, el equipo McLaren obtuvo dos victorias, con Niki Lauda en 1982 y John Watson, procedentes de un lugar inverosímil como la 22 en la parrilla de salida, en 1983. Y, al mismo tiempo, el cambio ha venido a Long Beach. El centro, la pornografía y la creación de salas de cine tapiadas fueron siendo reemplazados por edificios de oficinas, restaurantes y lujosos hoteles nuevos. Y, por el mismo Chris Pook, y sus oficinas financieras del II Time Crunch. En 1983, ante la cada vez mayor cantidad de sanciones, gastos y problemas financieros en la Fórmula 1, Pook fue contratado por la serie CART para albergar la competencia en reemplazo de este como Gran Premio de Fórmula 1, firmando con la categoría para hacer su debut en Long Beach en 1984.
A mediados del 2013, Bernie Ecclestone ha estado estudiando la posibilidad de traer de vuelta el circuito callejero a la Fórmula 1, debido a ello, con la idea de reemplazar algunas carreras por falta de patrocinio y solvencia económica en circuitos europeos y asiáticos, hasta los inconvenientes que se han presentado con respecto a la posibilidad de no correrse en Port Imperial el Gran Premio de América producto de la falta de financiación y demoras en la construcción del trazado, e incluso, considerando como una tercera carrera en los EE. UU. (en caso de si se corra el Gran Premio de América), con miras a que el contrato del Gran Premio de Long Beach con la organización IndyCar expira en 2014, y con miras a su regreso en 2015.

### Champ Car e IndyCar
Una vez más, Mario Andretti, cabalgó hasta el rescate. "No estábamos exactamente seguros si la Champ Car tendría la misma mística para los aficionados a las carreras", decía Michaelian. "Pero no pierdas nada." Gracias a Mario, que puso a su Lola bajo la bandera a cuadros y otra vez se impuso en la carrera, poniéndola de nuevo en los titulares en todo el país. Desde entonces, los nombres de los pilotos estadounidenses han dominado las calles de Long Beach desde entonces, ganando 13 pilotos en 26 carreras disputadas allí. Al Unser Jr. fue el vencedor aquí seis veces, incluyendo unas notables cuatro victorias entre 1988 y 1991. Mario Andretti, visitó cuatro veces Círculo de la Victoria y su hijo, Michael, es un ganador en dos ocasiones. Jimmy Vasser en California ganó la carrera en 1996. Sin embargo, la carrera siempre ha logrado mantenerse un poco de su sabor internacional original. Alex Zanardi de Italia, uno de los favoritos de la carrera siendo su más grande admirador, ganó dos veces entre 1997 y 1998. Juan Pablo Montoya, de Colombia, excorredor de Fórmula 1, y deleitado con afamado triunfo en la contraparte del circuito de Long Beach, el mítico Mónaco, en 1999 se convirtió en el primer novato en ganar la carrera antes de unirse al campeonato Mundial de Fórmula 1, y el brasileño Hélio Castroneves, se llevó la competencia, que aparte de todo, fue un podio completamente brasileño, siendo otros pilotos brasileños Cristiano da Matta y Gil de Ferran que habían acabado en las posiciones 1.º 2.º y 3.º en 2001.
Adicionalmente, el canadiense Paul Tracy ha ganado cuatro veces aquí, en 1993, 2000, 2003 y 2004. El francés Sebastien Bourdais ganó tres carreras consecutivas en Long Beach desde 2005 a 2007.
En junio de 2005, la carrera del Gran Premio de la Asociación de Long Beach fue comprada por los dueños de Team Green, Kevin Kalkhoven y Gerald Forsythe, velando porque el circuito costero más famoso siguiera operativo. En marzo de 2008, el Gran Premio de la Asociación de Long Beach, firmó un convenio con la Ciudad de Long Beach para continuar realizando carreras hasta el año 2015 con una opción adicional de cinco años. El 20 de abril de 2008, el Gran Premio de Long Beach organizó la última carrera de la larga y ya dilatada historia de la Champ Car, con el Team Australia tomando la bandera a cuadros.
En mayo de 2008, el Gran Premio de la Asociación de Long Beach firmado un acuerdo de cinco años con la IndyCar Series para disputarse en la serie, a partir de 2009. Dario Franchitti ganó el evento inaugural de la IndyCar con un público completo, para asegurar el éxito de la carrera en la nueva era. El estadounidense Ryan Hunter-Reay entró en 2011 como el campeón defensor de la carrera.
Además de dichas competencias, se ha corrido la Indy Lights, y la Fórmula Atlantic, así como series de carreras de automóviles deportivos como la Campeonato IMSA GT, Grand-Am Rolex Sports Car Series y la ahora popular American Le Mans Series.
En Estados Unidos, la carrera de CART se emitió por la cadena de televisión abierta NBC desde 1984 hasta 1986, y la cadena ABC desde 1987 hasta 2001, salvo en 1998 y 2000, cuando se emitió por el canal de cable ESPN. La carrera se transmisión por la cadena Fox en 2003 y el canal de cable Speed en 2003, para luego pasar a Spike TV en 2004. NBC volvió a transmitir las ediciones 2005 a 2007. La edición 2008, la última con los automóviles de Champ Car, se emitió por ESPN2. El canal de cable Versus emitió la carrera de la IndyCar desde 2009 hasta 2011, y su sucesor NBC Sports Network a partir de 2012.

### Fórmula E
En las temporada 2014-15 y 2015-16 de la Fórmula E, se disputó una fecha en Long Beach en una versión más corta del trazado.

## Galería

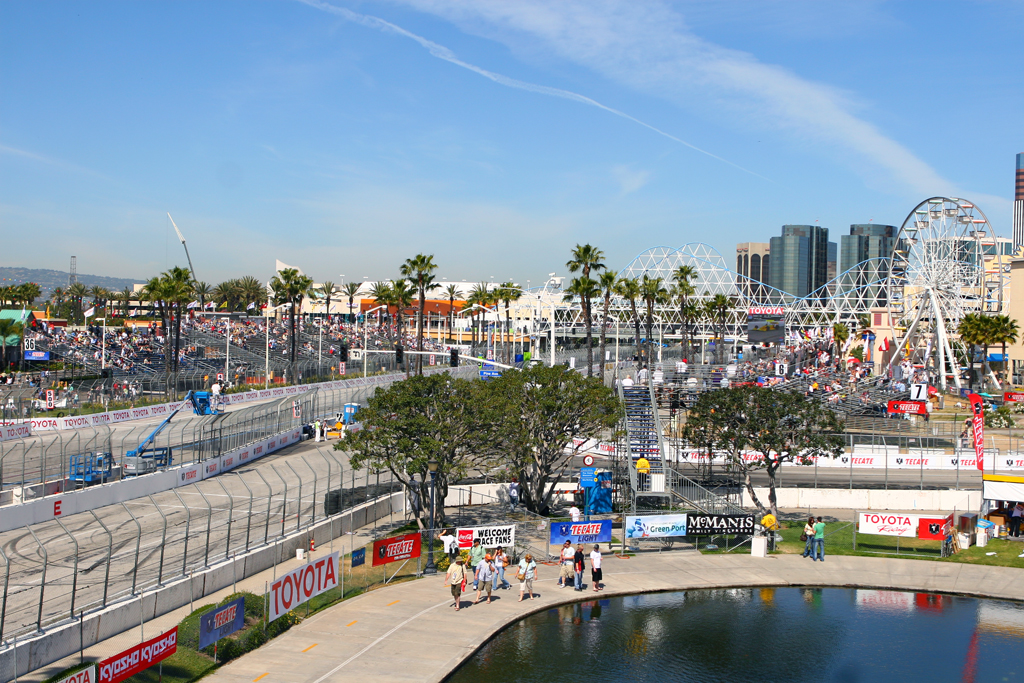
Gran Premio de Long Beach de 2009.
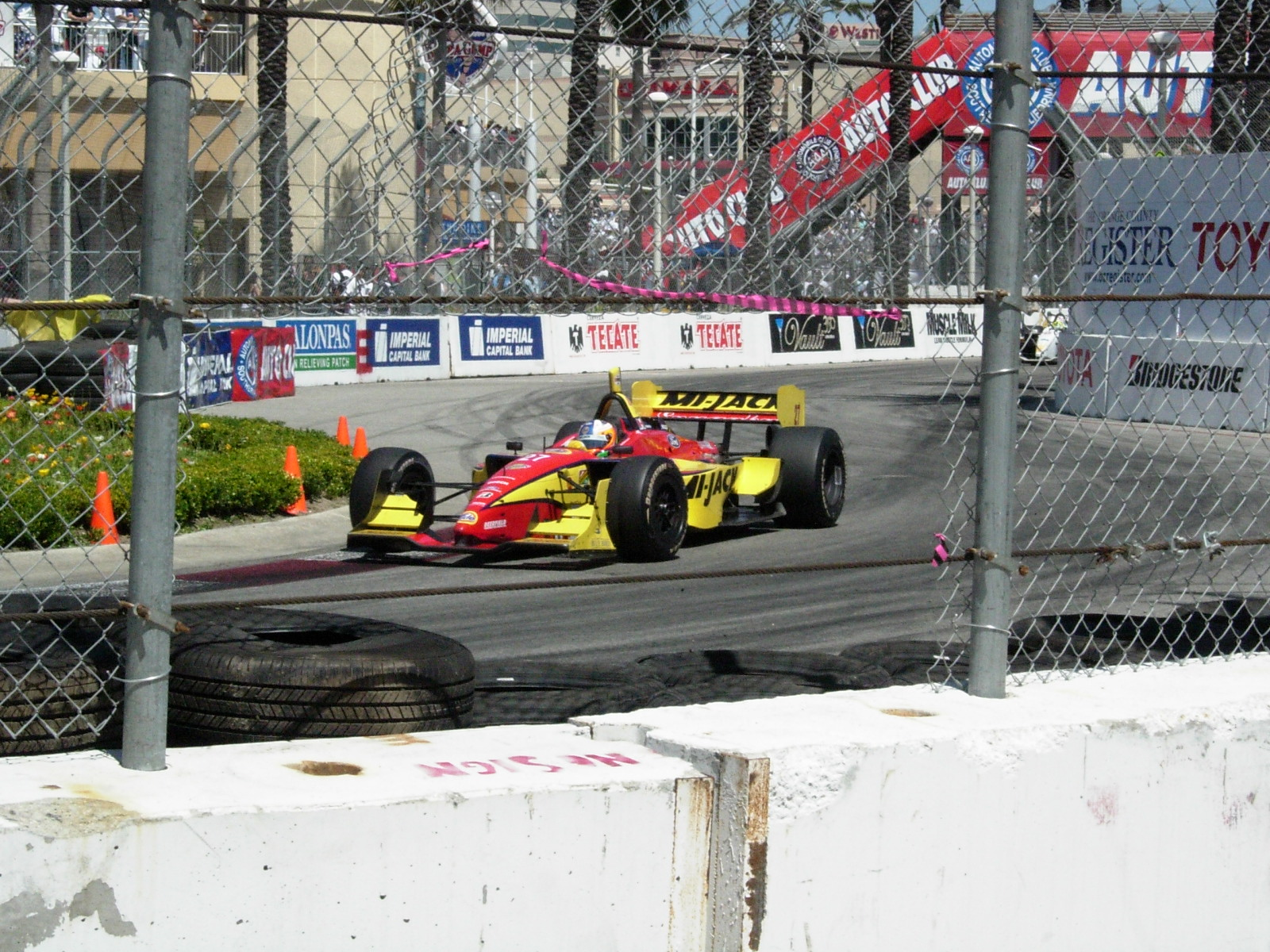
Carrera de la Champ Car de 2005.
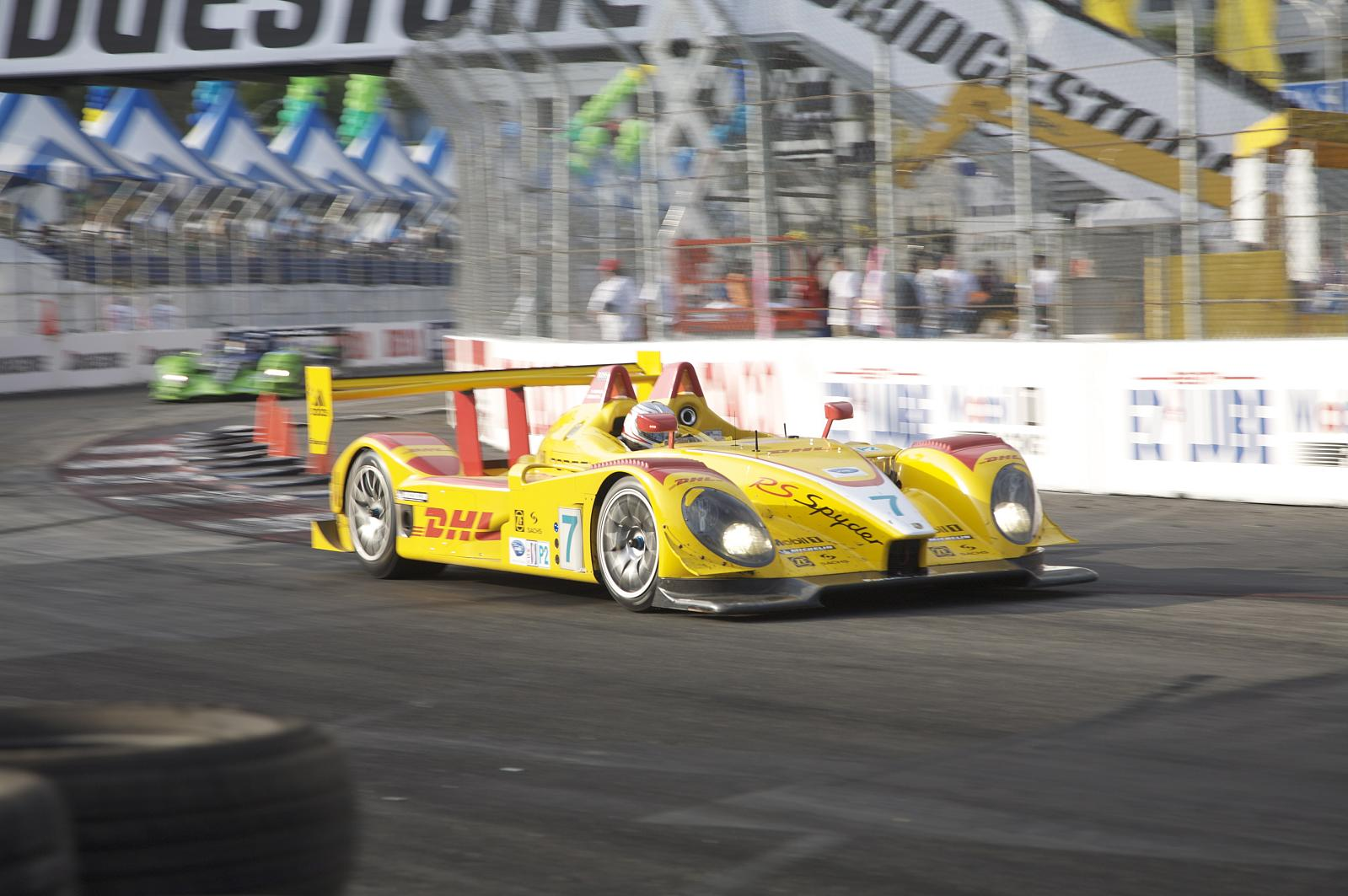
Carrera de la American Le Mans Series de 2008.

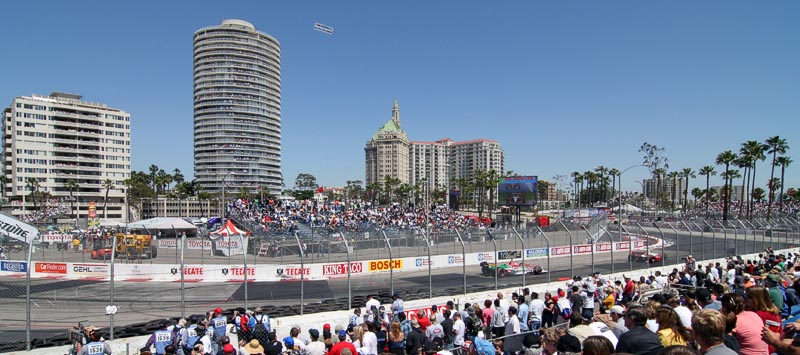
Vista del circuito en el Gran Premio de Long Beach de 2005

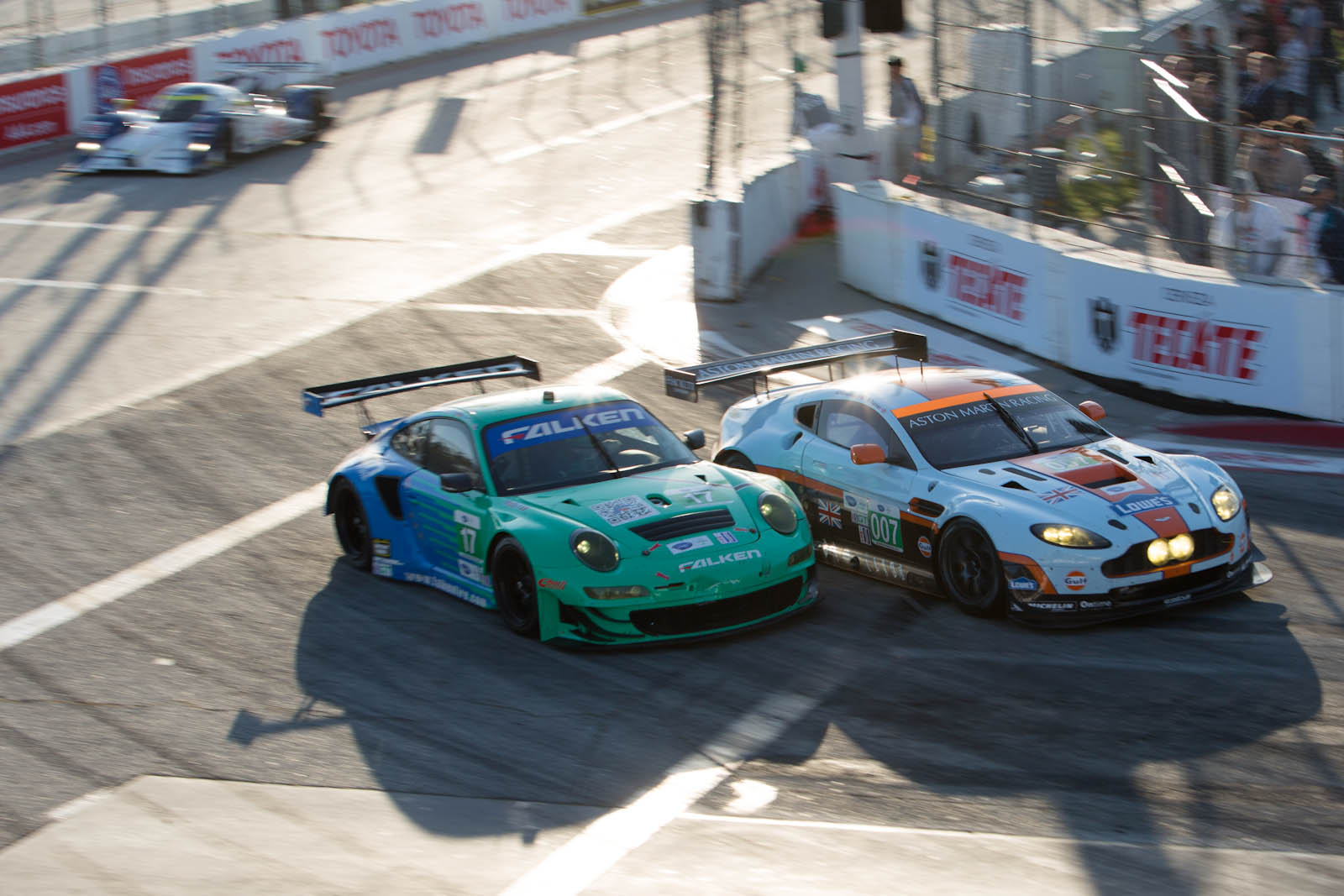
Carrera de la American Le Mans Series de 2012.

## Ganadores

### Fórmula 1
| Año  | Piloto            | Constructor   | Fecha       | Resultados |
| ---- | ----------------- | ------------- | ----------- | ---------- |
| 1976 | Clay Regazzoni    | Ferrari       | 28 de marzo | Resultados |
| 1977 | Mario Andretti    | Lotus-Ford    | 3 de abril  | Resultados |
| 1978 | Carlos Reutemann  | Ferrari       | 2 de abril  | Resultados |
| 1979 | Gilles Villeneuve | Ferrari       | 8 de abril  | Resultados |
| 1980 | Nelson Piquet     | Brabham-Ford  | 30 de marzo | Resultados |
| 1981 | Alan Jones        | Williams-Ford | 15 de marzo | Resultados |
| 1982 | Niki Lauda        | McLaren-Ford  | 4 de abril  | Resultados |
| 1983 | John Watson       | McLaren-Ford  | 27 de marzo | Resultados |

### Fórmula 5000, CART, Champ Car e IndyCar
Cuatro americanos ganaron el Gran Premio del oeste de los Estados Unidos pero únicamente un estadounidense lo logró, Mario Andretti. El piloto de IndyCar más exitoso en Long Beach ha sido Al Unser Jr., con seis victorias, dos segundos lugares, un tercero y dos cuartos. Lo siguen Paul Tracy con cuatro triunfos, y Mario Andretti y Sebastien Bourdais con tres. Emerson Fittipaldi subió al podio en cinco ocasiones y Bobby Rahal en cuatro, pero nunca a lo más alto.
| Fórmula 5000   | Fórmula 5000       | Fórmula 5000           | Fórmula 5000   |
| Año            | Piloto             | Automóvil              | Automóvil      |
| -------------- | ------------------ | ---------------------- | -------------- |
| 1975           | Brian Redman       | Lola Chevrolet         | Lola Chevrolet |
| CART/Champ Car |                    |                        |                |
| Año            | Piloto             | Automóvil              | Equipo         |
| 1984           | Mario Andretti     | Lola Cosworth          | Newman/Haas    |
| 1985           | Mario Andretti     | Lola Cosworth          | Newman/Haas    |
| 1986           | Michael Andretti   | March Cosworth         | Kraco          |
| 1987           | Mario Andretti     | Lola Chevrolet-Ilmor   | Newman/Haas    |
| 1988           | Al Unser Jr.       | March Chevrolet-Ilmor  | Galles         |
| 1989           | Al Unser Jr.       | Lola Chevrolet-Ilmor   | Galles         |
| 1990           | Al Unser Jr.       | Lola Chevrolet-Ilmor   | Galles         |
| 1991           | Al Unser Jr.       | Lola Chevrolet-Ilmor   | Galles         |
| 1992           | Danny Sullivan     | Galmer Chevrolet-Ilmor | Galles         |
| 1993           | Paul Tracy         | Penske Chevrolet-Ilmor | Penske         |
| 1994           | Al Unser Jr.       | Penske Mercedes-Ilmor  | Penske         |
| 1995           | Al Unser Jr.       | Penske Mercedes-Ilmor  | Penske         |
| 1996           | Jimmy Vasser       | Reynard Honda          | Ganassi        |
| 1997           | Alex Zanardi       | Reynard Honda          | Ganassi        |
| 1998           | Alex Zanardi       | Reynard Honda          | Ganassi        |
| 1999           | Juan Pablo Montoya | Reynard Honda          | Ganassi        |
| 2000           | Paul Tracy         | Reynard Honda          | Green          |
| 2001           | Hélio Castroneves  | Reynard Honda          | Penske         |
| 2002           | Michael Andretti   | Reynard Honda          | Green          |
| 2003           | Paul Tracy         | Lola Ford-Cosworth     | Forsythe       |
| 2004           | Paul Tracy         | Lola Ford-Cosworth     | Forsythe       |
| 2005           | Sébastien Bourdais | Lola Ford-Cosworth     | Newman/Haas    |
| 2006           | Sébastien Bourdais | Lola Ford-Cosworth     | Newman/Haas    |
| 2007           | Sébastien Bourdais | Panoz Cosworth         | Newman/Haas    |
| IndyCar Series |                    |                        |                |
| 2008           | Will Power         | Panoz Cosworth         | KV             |
| 2009           | Dario Franchitti   | Dallara Honda          | Ganassi        |
| 2010           | Ryan Hunter-Reay   | Dallara Honda          | Andretti       |
| 2011           | Mike Conway        | Dallara Honda          | Andretti       |
| 2012           | Will Power         | Dallara Chevrolet      | Penske         |
| 2013           | Takuma Satō        | Dallara Honda          | A. J. Foyt     |
| 2014           | Mike Conway        | Dallara Chevrolet      | Ed Carpenter   |
| 2015           | Scott Dixon        | Dallara Chevrolet      | Chip Ganassi   |
| 2016           | Simon Pagenaud     | Dallara Chevrolet      | Penske         |
| 2017           | James Hinchcliffe  | Dallara Honda          | Sam Schmidt    |
| 2018           | Alexander Rossi    | Dallara Honda          | Andretti       |
| 2019           | Alexander Rossi    | Dallara Honda          | Andretti       |

### Indy Lights y Fórmula Atlantic
| Año  | American Racing Series | Fórmula Atlantic    |
| ---- | ---------------------- | ------------------- |
| 1989 | Tommy Byrne            | Hiro Matsushita     |
| 1990 | Paul Tracy             | Mark Dismore        |
| Año  | Indy Lights            | Fórmula Atlantic    |
| 1991 | Eric Bachelart         | Jimmy Vasser        |
| 1992 | Franck Freon           | Mark Dismore        |
| 1993 | Steve Robertson        | Claude Bourbonnais  |
| 1994 | Steve Robertson        | Richie Hearn        |
| 1995 | Greg Moore             | David Empringham    |
| 1996 | David Empringham       | Case Montgomery     |
| 1997 | Hélio Castroneves      | Alex Tagliani       |
| 1998 | Cristiano da Matta     | Memo Gidley         |
| 1999 | Philipp Peter          | Alex Tagliani       |
| 2000 | Scott Dixon            | Buddy Rice          |
| 2001 | Townsend Bell          | David Rutledge      |
| Año  | Fórmula Atlantic       | Fórmula Atlantic    |
| 2002 | Michael Valiante       | Michael Valiante    |
| 2003 | A.J. Allmendinger      | A.J. Allmendinger   |
| 2004 | Ryan Dalziel           | Ryan Dalziel        |
| 2005 | Katherine Legge        | Katherine Legge     |
| 2006 | Andreas Wirth          | Andreas Wirth       |
| 2007 | Raphael Matos          | Raphael Matos       |
| 2008 | Simona de Silvestro    | Simona de Silvestro |
| Año  | Indy Lights            | Indy Lights         |
| 2009 | J. R. Hildebrand       | J. R. Hildebrand    |
| 2010 | James Hinchcliffe      | James Hinchcliffe   |
| 2011 | Conor Daly             | Conor Daly          |
| 2012 | Esteban Guerrieri      | Esteban Guerrieri   |
| 2013 | Carlos Muñoz           | Carlos Muñoz        |
| 2014 | Gabby Chaves           | Gabby Chaves        |
| 2015 | Ed Jones               | Ed Jones            |

### Fórmula E
| Año  | Piloto            | Equipo         |
| ---- | ----------------- | -------------- |
| 2015 | Nelson Piquet Jr. | China Racing   |
| 2016 | Lucas di Grassi   | Audi Sport Abt |

### Sport prototipos y gran turismos
Ganadores absolutos en negrita.
| Año                                  | Cat.               | Pilotos            | Pilotos            | Automóvil                | Equipo                   |
| Campeonato IMSA GT                   | Campeonato IMSA GT | Campeonato IMSA GT | Campeonato IMSA GT | Campeonato IMSA GT       | Campeonato IMSA GT       |
| ------------------------------------ | ------------------ | ------------------ | ------------------ | ------------------------ | ------------------------ |
| 1990                                 | GTO                | Dorsey Schroeder   | Dorsey Schroeder   | Mercury Cougar           | Whistler Radar           |
| 1990                                 | GTU                | John Finger        | John Finger        | Mazda MX-6               | Mazda Motorsports        |
| 1991                                 | GTO                | Steve Millen       | Steve Millen       | Nissan 300ZX             | Cunningham               |
| 1991                                 | GTU                | John Fergus        | John Fergus        | Dodge Daytona            | Full Time                |
| Grand-Am Rolex Sports Car Series     |                    |                    |                    |                          |                          |
| 2006                                 | DP                 | Scott Pruett       | Luis Díaz          | Riley Mk XX-Lexus        | Chip Ganassi             |
| American Le Mans Series              |                    |                    |                    |                          |                          |
| 2007                                 | LMP1               | Rinaldo Capello    | Allan McNish       | Audi R10 TDI             | Champion                 |
| 2007                                 | LMP2               | Romain Dumas       | Timo Bernhard      | Porsche RS Spyder        | Penske                   |
| 2007                                 | GT1                | Oliver Gavin       | Olivier Beretta    | Chevrolet Corvette C6.R  | Corvette                 |
| 2007                                 | GT2                | Mika Salo          | Jaime Melo Jr.     | Ferrari F430 GT2         | Risi                     |
| 2008                                 | LMP1               | Marco Werner       | Lucas Luhr         | Audi R10 TDI             | Champion                 |
| 2008                                 | LMP2               | David Brabbham     | Scott Sharp        | Acura ARX-01B            | Highcroft                |
| 2008                                 | GT1                | Johnny O'Connell   | Jan Magnussen      | Chevrolet Corvette C6.R  | Corvette                 |
| 2008                                 | GT2                | Dominik Farnbacher | Dirk Müller        | Ferrari F430GT           | Tafel                    |
| 2009                                 | LMP1               | Gil de Ferran      | Simon Pagenaud     | Acura ARX-02a            | de Ferran                |
| 2009                                 | LMP2               | Adrián Fernández   | Luis Díaz          | Acura ARX-01B            | Fernández                |
| 2009                                 | GT1                | Oliver Gavin       | Olivier Beretta    | Chevrolet Corvette C6.R  | Corvette                 |
| 2009                                 | GT2                | Patrick Long       | Jörg Bergmeister   | Porsche 997 GT3-RSR      | Flying Lizard            |
| 2010                                 | LMP                | David Brabbham     | Simon Pagenaud     | HPD ARX-01C              | Highcroft                |
| 2010                                 | LMPC               | Elton Julian       | Gunnar Jeannette   | Oreca FLM09              | Gunnar                   |
| 2010                                 | GT                 | Patrick Long       | Jörg Bergmeister   | Porsche 997 GT3-RSR      | Flying Lizard            |
| 2010                                 | GTC                | Juan González      | Butch Leitzinger   | Porsche 997 GT3 Cup      | Alex Job                 |
| 2011                                 | LMP1               | Lucas Luhr         | Klaus Graf         | Lola-Aston Martin B09/60 | Muscle Milk              |
| 2011                                 | LMP2               | Christophe Bouchut | Scott Tucker       | Lola B11/40              | Level 5                  |
| 2011                                 | LMPC               | Gunnar Jeannette   | Ricardo González   | Oreca FLM09              | CORE                     |
| 2011                                 | GT                 | Dirk Müller        | Joey Hand          | BMW M3 GT2               | Rahal Letterman Laningan |
| 2011                                 | GTC                | Tim Pappas         | Jeroen Bleekemolen | Porsche 997 GT3 Cup      | Black Swan               |
| 2012                                 | LMP1               | Lucas Luhr         | Klaus Graf         | HPD ARX-03a              | Muscle Milk              |
| 2012                                 | LMP2               | Christophe Bouchut | Scott Tucker       | HPD ARX-03b              | Level 5                  |
| 2012                                 | LMPC               | Alex Popow         | Ryan Dalziel       | Oreca FLM09              | CORE                     |
| 2012                                 | GT                 | Oliver Gavin       | Tommy Milner       | Chevrolet Corvette C6.R  | Corvette                 |
| 2012                                 | GTC                | Damien Faulkner    | Peter LeSaffre     | Porsche 997 GT3 Cup      | Green Hornet             |
| 2013                                 | LMP1               | Lucas Luhr         | Klaus Graf         | HPD ARX-03a              | Muscle Milk              |
| 2013                                 | LMP2               | Scott Sharp        | Guy Cosmo          | HPD ARX-03b              | Extreme Speed            |
| 2013                                 | LMPC               | Jon Bennett        | Colin Braun        | Oreca FLM09              | CORE                     |
| 2013                                 | GT                 | Bill Auberlen      | Maxime Martin      | BMW Z4 GTE               | Rahal Letterman Laningan |
| 2013                                 | GTC                | Sean Edwards       | Henrique Cisneros  | Porsche 997 GT3 Cup      | NGT                      |
| United SportsCar Championship (USCC) |                    |                    |                    |                          |                          |
| 2014                                 | P                  | Scott Pruett       | Memo Rojas         | Riley MkXXVI-Ford        | Chip Ganassi             |
| 2014                                 | GTLM               | Jan Magnussen      | Antonio García     | Chevrolet Corvette C7.R  | Corvette                 |
| 2015                                 | P                  | Jordan Taylor      | Ricky Taylor       | Chevrolet Corvette DP    | Wayne Taylor             |
| 2015                                 | GTLM               | Dirk Werner        | Bill Auberlen      | BMW Z4 GTE               | Rahal Letterman Lanigan  |
| 2016                                 | P                  | Jordan Taylor      | Ricky Taylor       | Chevrolet Corvette DP    | Wayne Taylor             |
| 2016                                 | PC                 | Misha Goikhberg    | Stephen Simpson    | Oreca-Chevrolet          | JDC-Miller               |
| 2016                                 | GTLM               | Patrick Pilet      | Nick Tandy         | Porsche 911              | Porsche                  |
| 2017                                 | P                  | Jordan Taylor      | Ricky Taylor       | Cadillac DPi-V.R         | Wayne Taylor             |
| 2017                                 | GTLM               | Oliver Gavin       | Tommy Milner       | Chevrolet Corvette C7.R  | Corvette                 |
| 2017                                 | GTD                | Gunnar Jeannette   | Cooper MacNeil     | Mercedes-AMG GT3         | Riley                    |
| 2018                                 | P                  | Filipe Albuquerque | João Barbosa       | Cadillac DPi-V.R         | Action Express           |
| 2018                                 | GTLM               | Oliver Gavin       | Tommy Milner       | Chevrolet Corvette C7.R  | Corvette                 |
| 2019                                 | P                  | Filipe Albuquerque | João Barbosa       | Cadillac DPi-V.R         | Action Express           |
| 2019                                 | GTLM               | Earl Bamber        | Laurens Vanthoor   | Porsche 911              | Porsche                  |